# Behandlingsfamilj
Behandlingsfamilj är i Sverige en tidsbegränsad insats inom socialtjänsten eller barn- och ungdomspsykiatrin. Insatsen omfattar dels skydd och allsidig omsorg i hemmiljö, dels behandling. Metoden har utvecklats som ett alternativ till institutionsvård (särskilda ungdomshem alternativt kommunala eller privata hem för vård eller boende, HVB) för ungdomar med allvarliga beteendeproblem, t ex upprepad och allvarlig kriminalitet.  
Endast en ungdom i taget placeras i varje behandlingsfamilj. Varje individ har en anpassad behandlingsplan och en professionell behandlingssamordnare, som ansvarar för mellan fem och 15 unga. Familjehemsföräldrarna utbildas före och under placeringen. De får handledning och har tillgång till avlastning vid behov. Krisstöd vid behov finns dygnet runt. Insatsen har ett tydligt fokus på skolgång. Barnets hälsa och behov av medicinsk vård kontrolleras under placeringen. I behandlingsfamiljer som arbetar enligt modellen Treatment foster care Oregon (TFCO) har den unga personen stöd av en ungdomsterapeut och vid behov en social färdighetstränare. Dessutom får även ursprungsfamiljen behandling. 
2018 får cirka 30–40 ungdomar i Sverige årligen tillgång till TFCO.
Alternativet till behandlingsfamiljer är institutionsvård (på särskilda ungdomshem eller HVB) som ofta kompletteras med olika behandlingsmetoder. Kunskapen om dessa metoders effekter är bristfällig eftersom det saknas studier. Enligt SBU är det angeläget att få tillförlitlig kunskap om för- och nackdelar med de övriga kompletterande behandlingar som används.

## Forskning
En vetenskaplig utvärdering från SBU visar att när ungdomar med allvarliga beteendeproblem placeras i TFCO, får de troligtvis mindre fortsatt kriminalitet och färre placeringar på låst avdelning än när de placeras på institution. Det är också möjligt att TFCO leder till färre kriminella kamrater, mindre användning av narkotika och bättre psykisk hälsa, än vid placering på institution.
SBU:s sammanställning av forskningen på området visar också att TFCO kostar i genomsnitt mindre än placering på särskilda ungdomshem och något mer än HVB, om man räknar med att vårdtiderna är desamma. Väger man in antaganden om långsiktiga effekter är TFCO kostnadsbesparande för samhället jämfört med placering på särskilda ungdomshem eller HVB.